# Sint-Pieterskapel (Elzele)
De Sint-Pieterskapel (Frans: Chapelle Saint-Pierre) is een kapel in de Henegouwse plaats Elzele, gelegen aan de Rue Arbre Saint-Pierre.

## Geschiedenis
De kapel werd gebouwd in 1701 maar het uiterlijk ervan, is in het begin van de 20e eeuw tot stand gekomen. De kapel is gebouwd in zandsteen en de voorgevel is gepleisterd. De kapel heeft een driezijdig afgesloten koor en wordt gedekt door een zadeldak.